# Adolf Speck
Adolf Speck (ur. 14 października 1911, zm. 8 października 1946 w Hameln) – zbrodniarz hitlerowski, kierownik komanda więźniarskiego (Kommandoführer) w obozie koncentracyjnym Neuengamme i SS-Rottenführer.
W kwietniu 1945 brał udział w zabójstwie 22 dzieci (ofiar pseudoeksperymentów medycznych lekarza SS Kurta Heissmeyera) i 28 więźniów Neuengamme (24 jeńców radzieckich, 2 lekarzy francuskich i 2 lekarzy holenderskich) w podobozie Bullen-Huser Damm. Skazany na karę śmierci w pierwszym procesie załogi Neuengamme przez brytyjski Trybunał Wojskowy w Hamburgu. Wyrok wykonano przez powieszenie w więzieniu Hameln.